# 孫忠武
孫忠武（韓語：손충무，1940年11月2日—2010年10月19日），為韓國作家、記者、出版商，生於慶尚南道河東郡。於1963年起在京鄉新聞任職長達五十年；期間完成金九的傳記，並揭發金泳三私生子與金大中的秘密資金等事件。後移居美國，2010年逝世。
孫氏曾於1974年10月接受中華民國政府之邀訪問台灣，查找金九相關史料，且受時任副總統嚴家淦的接見，嚴並親手揮毫書法相贈。